# Estelara
× Estelara, (abreviado Esta) en el comercio, es un híbrido intergenérico entre los géneros de orquídeas Brassavola × Cattleya × Epidendrum × Tetramicra. Fue publicado en Orchid Rev. 104(1209): 166 (1996).